# Câmpu lui Neag
Câmpu lui Neag is een dorp in de regio Transsylvanië, in het Roemeense district Hunedoara. Het ligt aan de westelijke Jiu, 33 km ten zuidwesten van Petroșani.